# Minhas Canções (EP)
Minhas Canções é um EP do cantor e compositor brasileiro Peninha em parceria com o cantor Daniel. Foi gravado no Cine São José, em Brotas, no interior de  São Paulo, e lançado em 5 de novembro de 2024.

## Lista de faixas
| N.º            | Título                  | Compositor(es) | Duração |  |
| 1.             | "Se Você Quiser Voltar" | Peninha        | 4:18    |  |
| 2.             | "Vai Dar Samba"         | Peninha        | 3:58    |  |
| 3.             | "Seus Beijos"           | Peninha        | 2:31    |  |
| Duração total: | Duração total:          | Duração total: | 10:47   |  |